# Copris bellator
Copris bellator är en skalbaggsart som beskrevs av Louis Alexandre Auguste Chevrolat 1844. Copris bellator ingår i släktet Copris och familjen bladhorningar. Inga underarter finns listade i Catalogue of Life.